# Crvenooka patka
Crvenooka patka (lat. Netta erythrophthalma) je patka iz potporodice ronilica koja živi u slatkim vodama bogatim vegetacijom. Dijeli se na dvije podvrste: 
- južnoamerička crvenooka patka (lat. Netta erythrophthalma erythrophthalma)
- afrička crvenooka patka (lat. Netta erythrophthalma brunnea).

## Podvrste
Južnoamerička crvenooka patka nalazi se u Kolumbiji,  Venecueli, Brazilu, Ekvadoru, Peruu, Boliviji,  Argentini i Čileu. Živi u plitkim slatkim vodama na nadmorskoj visini do 3.700 metara.
Afrička crvenooka patka prostire se do Etiopske visoravni. 

## Opis
Crvenooka patka dosegne dužinu tijela od 48 do 51 cm. Zapanjujuće je da su joj u letu krila postavljena relativno daleko iza tijela. 
Ima jako izražen spolni dimorfizam. Uzgojno perje kod mužjaka je crno s ljubičastom. Glava i vrat kod mužjaka su ljubičastocrni. Prsa su sjajno crna, a ostatak tijela je tamnosmeđe ili mahagoni boje. Leđno perje je maslinastosmeđe, dok je stražnja strana trbuha riđa. 
Ženke su pretežito crvenkastosmeđe boje. Leđno perje joj je puno tamnije nego kod mužjaka, a bokovi su crvenkasti. Lice je u osnovi kljuna bijelo. Od kraja kljuna do vrha perjanice proteže se velika smeđa pruga. Šarenica je smeđa, a kljun je siv.
Pačići nalikuju odraslim ženkama. Kod njih su, međutim, bijele pjege na licu manje izražene. Glava i leđa su maslinastosmeđe boje. Čelo, vrat i lice su slamastožute boje. Lice je usko, a na uhu nalazi se maslinastosmeđa pruga.

## Prehrana
Crvenooka patka u potrazi za hranom najaktivnija je ujutro i navečer. Između jutra i večeri odmara se na obali ili na vodi. Hranu traži ronjenjem. Prehrana je najčešće biljna. Hrani se uglavnom sjemenkama vodenih biljaka, i u manjoj mjeri, njihovim zelenim dijelovima. Čak i riža čini dio prehrane. 

## Razmnožavanje
Ova patka gnijezdi se tijekom cijele godine. Tijekom kiše broj jaja povećava se. Gnijezdo ima promjer od 17.5 do 28 centimetara, i dubinu 10 do 23 centimetra. Napravljeno je od biljnih materijala i obično se nalazi na obalnom području. 
Jaja su kremastobijele do svjetlosmeđe boje. U gnijezdu ih se nalazi 6-15. Inkubiraju ih samo ženke, a inkubacija traje 23-26 dana. Pačići dobivaju sposobnost leta za oko sedam tjedana, a spono sazrijevaju za godinu dana. 